# Westphalia (Kansas)
Pour les articles homonymes, voir Westphalia.
La ville américaine de Westphalia est située dans le comté d’Anderson, dans l’État du Kansas. Lors du recensement de 2010, elle comptait 163 habitants.

## Source
- (en) Cet article est partiellement ou en totalité issu de l’article de Wikipédia en anglais intitulé « Westphalia, Kansas » (voir la liste des auteurs).